# میلان رودیساک
میلان رودیساک (سیریلیک صربی: Милан Радојичић؛ زادهٔ ۲۶ اکتبر ۱۹۷۰) بازیکن فوتبال اهل صربستان است.